# Танаим
Танаѝм (на арамейски: תנאים‎; в единствено число - тана, תנא) е общо наименование на съставителите на Мишна, сборник с традиционни религиозни предписания в юдаизма.
Мишна споменава по име около 120 танаим, живели от времето на Хасмонеите (II век пр. Хр.) до времето на записването на Мишна в началото на III век.
Танаим, наричан също Мишнаически период, е и един от периодите в традиционната периодизация на историята на евреите, съответстващ на времето между 10 и 220 година. Той е предшестван от периода зугот и предхожда периода амораи.